# Minardi PS04

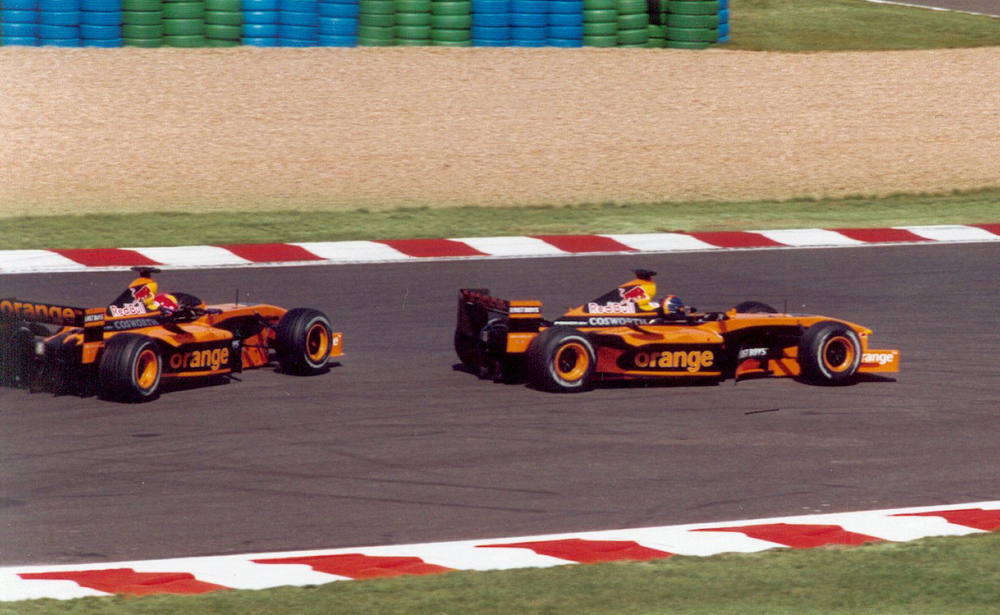
Bildeten die Basis für den Minardi PS04: Die Arrows A23 von 2002.

Der Minardi PS04 war ein Formel-1-Rennwagen des italienischen Rennstalls Minardi, der im Herbst 2003 entwickelt wurde, in dieser Form aber bei keinem Formel-1-Rennen eingesetzt wurde. Stattdessen bestritt das Team die Saison 2004 mit dem Minardi PS04B, der eine gänzlich eigenständige Konstruktion war und keine Verwandtschaft zum PS04 hatte.

## Modellgeschichte
Der PS04 hatte keine technische Verwandtschaft zu den zwischen 2001 und 2003 entwickelten und eingesetzten Modellen Minardi PS01, PS02 und PS03. Er war vielmehr weitgehend identisch mit dem Arrows A23, den das zwischenzeitlich aufgelöste britische Formel-1-Team Arrows in der Formel-1-Weltmeisterschaft 2002 für Heinz-Harald Frentzen und Enrique Bernoldi eingesetzt hatte.
Nachdem das Insolvenzverfahren über Arrows eröffnet worden war, wurde im Frühsommer 2003 die Ausrüstung des Rennstalls öffentlich versteigert. Paul Stoddart, der Inhaber des Minardi-Teams, erwarb dabei neben einigen Ausrüstungsgegenständen fünf Fahrzeuge vom Typ Arrows A23. Anfänglich verfolgte Stoddart das Ziel, die Autos durch Minardis Konstruktionsabteilung untersuchen zu lassen, damit sie daraus Schlüsse für die Entwicklung künftiger eigener Modelle ziehen konnte.
Im September 2003 wurden allerdings mehrere Vergleichstests zwischen dem Arrows und dem aktuellen Minardi PS03 durchgeführt. Minardis Mechaniker komplettierten zu diesem Zweck ein Arrows-Chassis unter Verwendung von Minardis Elektronik, eigener Aufhängungsteile und einiger weiterer Komponenten. Dieses Fahrzeug erhielt die Bezeichnung Minardi PS04.
Ein erster Test wurde in Mugello von Minardis Stammfahrer Nicolas Kiesa durchgeführt. Obwohl das Testteam keine Erfahrung mit den Arrows-Chassis hatte, war der in den Minardi-Farben lackierte PS04 nicht langsamer als Minardis eigener, identisch motorisierter PS03; insbesondere lobte Kiesa den deutlich besseren Abtrieb des PS04. Zwei Wochen später führte Minardis zweiter Fahrer Jos Verstappen einen weiteren Test durch. Der Niederländer, der den PS03 tief verabscheute, äußerte sich ebenfalls positiv über die Arrows-Konstruktion.
Ende 2003 gab es daraufhin bei Minardi Überlegungen, die Saison 2004 mit dem PS04 zu bestreiten. Letztlich entschied sich Paul Stoddart allerdings gegen einen Einsatz dieses Modells. Die meisten Quellen geben als Begründung hierfür an, dass das Arrows-Chassis nur schlecht mit den Bridgestone-Reifen harmonierte; zudem hätten am A23 einige reglementsbedingte Änderungen durchgeführt werden müssen. Minardi setzte 2004 stattdessen erneut eine Eigenkonstruktion ein, die die Bezeichnung Minardi PS04B erhielt. Der PS04B hatte abgesehen von einigen aerodynamischen Detaillösungen keine Gemeinsamkeiten mit dem PS04; er war vielmehr eine Weiterentwicklung des in seinen Grundzügen auf das Jahr 2001 zurückgehenden Minardi PS03.
Paul Stoddart verkaufte die Arrows-Chassis im Winter 2005/2006 an Aguri Suzuki, der daraus die ersten Modelle seines neuen Formel-1-Teams Super Aguri entwickelte. Die Autos traten in der Formel-1-Weltmeisterschaft 2006 vorübergehend als Super Aguri SA05 an. Auch der etwas später präsentierte SA06 verwendete noch das Chassis des Arrows A23.